# 2009년 한일 클럽 챔피언십
2009년 한일 클럽 챔피언십(KBO-NPB Club Championship 2009)은 2009년 11월 14일에 아시아 시리즈를 대신하여 개최된 대회로서, KBO 2009년 한국시리즈 우승팀 KIA 타이거즈와 NPB 2009년 일본 시리즈의 우승팀 요미우리 자이언츠와의 국제 프로 야구 대회이다. 단판 승부로 챔피언을 결정지으며, 일본 나가사키현 나가사키 현영 야구장에서 개최하였다.
경기 결과 요미우리 자이언츠가 KIA 타이거즈를 꺾고 우승하였다.

## 대회 개요
- 시간 : 2009년 11월 14일 13시
- 장소 : 나가사키 현영 야구장(빅 N 스타디움)
- 상금
  - 우승 : 2,000만 엔
  - 준우승 : 500만 엔
- 주관 :  일본 야구 기구
- 협력 :  한국 야구 위원회

## 경기장
| 나가사키현           |
| -------------------- |
| 나가사키 현영 야구장 |
| 수용인원 : 2,200     |
|                      |

## 출전팀
| 리그           | 출전팀            | 자격                       | 구단 위치           |
| -------------- | ----------------- | -------------------------- | ------------------- |
| KBO 리그       | KIA 타이거즈      | 2009년 한국 프로 야구 우승 | 대한민국 광주광역시 |
| 일본 프로 야구 | 요미우리 자이언츠 | 2009년 일본 프로 야구 우승 | 일본 도쿄도         |

## TV 중계
- 대한민국 : MBC(생중계)
- 일본 : J SPORTS, TV 도쿄, TV 아이치, BS JAPAN

## 경기 결과
| 팀 | 1 | 2 | 3 | 4 | 5 | 6 | 7 | 8 | 9 | R | H  | E |
| 요미우리 자이언츠 | 0 | 0 | 0 | 0 | 0 | 1 | 7 | 0 | 1 | 9 | 11 | 0 |
| KIA 타이거즈 | 1 | 0 | 0 | 0 | 2 | 0 | 0 | 0 | 1 | 4 | 10 | 0 |
| 승리 투수: 노마구치 다카히코 패전 투수: 곽정철 세이브: 위르핀 오비스포 홈런: 요미우리 – 오가사와라 미치히로(6회 솔로), 아베 신노스케(7회 3점) |   |   |   |   |   |   |   |   |   |   |    |   |

KIA는 양현종이, 요미우리는 디키 곤잘레스가 선발로 등판하였다. KIA는 1회말 톱타자 이종범이 요미우리 선발 디키 곤살레스를 상대로 볼넷을 골라 기회를 얻었다. 다음 타자 김원섭이 좌익수 플라이로 물러났으나 이종범이 2루 도루에 성공했고 한국시리즈 끝내기 홈런의 주인공 나지완이 유격수 글러브를 맞고 뒤로 빠지는 적시타를 날려 선제점을 뽑았다. 1회초 첫 타자를 볼넷으로 내주며 불안했던 KIA 선발 좌완 양현종은 마쓰모토 데쓰야와 오가사와라 미치히로를 삼진으로 잡으며 자신감을 되찾았다.
150km에 육박하는 힘있는 직구에 요미우리 타선은 맥을 추지 못하여, 3회에 이승엽의 2루타가 나올 때까지 안타를 뽑아내지 못하였다. 1회 KIA의 선취 득점 이후 잠시 소강 상태를 보이던 경기는 5회에 다시 불이 붙었다. KIA는 5회말 공격에서 1사후 이현곤과 이종범의 연속 안타, 김원섭의 빠른 발을 이용한 내야 안타로 만든 1사 만루에서 나지완이 우쓰미 데쓰야를 상대로 풀카운트에서 엉덩이를 뺀 채 방망이만 내민 개구리 타법으로 중전 적시타를 터뜨려 2점을 보태며 3-0으로 앞서며 승산이 있을 것으로 보였다. 그러나 요미우리는 홈런포가 있었다.
6회초 2사후 오가사와라가 양현종을 상대로 중월 솔로 홈런을 날려 한 점을 추격했다. 7회초 공격에서도 손영민이 가메이 요시유키에게 좌전 안타와 볼넷을 내주고 물러났고 구원 투수 곽정철이 일본 시리즈 MVP를 차지한 아베 신노스케에게 우월 3점포를 맞고 무너졌다.
요미우리는 계속된 공격에서 이승엽이 좌중간 2루타를 날려 다시 기회를 만들었다. 곽정철은 2사후 연속볼넷을 허용했고 알렉스 라미레스에게 좌전 적시타를 맞고 추가 2실점을 했다. 바뀐투수 정용운도 2안타를 맞고 두 점을 보태주는 등 요미우리는 7회에만 12명의 타자가 나와 7점을 뽑아내는 화끈한 공격력을 과시했고 9회에도 한 점을 얻어 승부에 쐐기를 박으며 KIA는 역전패를 당하고 말았다.

## 같이 보기
- 2009년 한국시리즈
- 2009년 일본 시리즈